# Terry Venables
Terry Venables, all'anagrafe Terence Frederick Venables (Dagenham, 6 gennaio 1943 – Londra, 25 novembre 2023), è stato un calciatore e allenatore di calcio inglese, di ruolo centrocampista.
Da calciatore vestì le maglie di Chelsea, Tottenham , QPR e Crystal Palace, vincendo una Coppa di Lega inglese con il Chelsea e una Coppa d'Inghilterra e una Supercoppa d'Inghilterra con il Tottenham. Da allenatore vinse il campionato inglese di seconda divisione alla guida del Crystal Palace nel 1979 e alla guida del QPR nel 1983, poi raggiunse la finale di Coppa d'Inghilterra nel 1982 alla guida del QPR e nel 1985 si aggiudicò il campionato spagnolo alla guida del Barcellona, con cui raggiunse la finale della Coppa dei Campioni nel 1986, per poi condurre il Tottenham alla vittoria della Coppa d'Inghilterra nel 1991. Allenò anche il Middlesbrough, il Leeds United, la nazionale inglese dal 1994 al 1996, raggiungendo le semifinali del campionato d'Europa 1996, e la nazionale australiana dal 1997 al 1998.

## Biografia
Nacque a Dagenham, nell'Essex, unico figlio di Fred, ufficiale della marina originario di Barking (Londra), e della gallese Myrtle Venables. La famiglia della madre viveva a Clydach Vale. Quando Terry aveva 13 anni la famiglia si spostò a Romford, nell'Essex, per gestire un locale, mandandolo a vivere con i nonni materni Ossie e Milly, che lo educarono all'amore per il calcio.

## Carriera

### Giocatore
Lasciata la scuola nell'estate del 1958, all'età di 15 anni sostenne un provino per il Chelsea, che offriva al padre un lavoro part-time come talent scout. Divenuto calciatore professionista, vinse due FA Youth Cup in due stagioni consecutive, nel 1960 e nel 1961. Il 6 febbraio 1960 esordì in prima squadra, nella sconfitta per 4-2 contro il West Ham Utd, con i giornali che lo definirono "il nuovo Duncan Edwards". Sotto la guida del tecnico Tommy Docherty, che promosse l'ingresso in squadra di molti giovani del vivaio, la carriera di Venables visse una svolta, ma i due ebbero scontri caratteriali e di vedute, tanto che Venables considerava l'allenatore tatticamente limitato.
Il Chelsea retrocesse in seconda serie al termine della stagione 1961-1962, ma nella stagione seguente, grazie al secondo posto, tornò in massima divisione, dove si piazzò quinto nel 1963-1964. Venables vinse la Coppa di Lega inglese nel 1964-1965, segnando su calcio di rigore nella doppia finale contro il Leicester City. Con il Chelsea raggiunse anche le semifinali della coppa nazionale nel 1964-1965. Nel finale di quella stagione Venables fu sospeso fino a fine annata da Docherty insieme ad altri sette calciatori per aver violato il coprifuoco imposto dall'allenatore, che, a seguito della sconfitta contro il Liverpool in campionato, aveva annullato la decisione di concedere una serata libera agli atleti. Dopo la sconfitta per 6-2 contro il Burnley, Docherty decise di reintegrare i calciatori sospesi in vista dell'ultima partita del campionato, poi persa contro il Blackpool. Venables non perdonò mai il tecnico per la sua decisione e l'allenatore lo inserì nella lista dei partenti verso la fine della stagione 1965-1966.
Nel 1966 passò al Tottenham per 80.000 sterline. Nel corso di un allenamento attaccò con un pugno Dave Mackay, ma non vi furono conseguenze del gesto a lungo termine. La squadra vinse la Coppa d'Inghilterra nel 1966-1967, ma i rapporti tra Venables e l'allenatore Bill Nicholson rimasero freddi, così come quelli con la tifoseria. Nel giugno 1969 lasciò il club per il QPR, che per assicurarsi le sue prestazioni investì 70.000 sterline. Dal 1969 al 1971 segnò 18 reti in 83 partite e nel 1972-1973 ricevette dall'allenatore Gordon Jago il compito di supervisionare gli allenamenti della squadra.
In quell'annata la squadra, al culmine di una serie di progressi mostrati negli anni precedenti, ottenne la promozione in massima serie vincendo il campionato cadetto. Nel 1974 Venables fu ingaggiato dal Crystal Palace insieme a Ian Evans nell'ambito di uno scambio con Don Rogers. Mise a referto 14 presenze in Third Division nel 1974-1975 prima del ritiro dall'attività agonistica, avvenuto il giorno di Capodanno del 1975 a causa di problemi di artrite. L'allenatore Malcolm Allison lo promosse a proprio assistente per la seconda parte della stagione. Nel 1964 vestì per due volte la maglia della nazionale inglese, con esordio nella partita pareggiata per 2-2 contro il Belgio.

### Allenatore
Dopo il ritiro dall'attività agonistica, avvenuto il giorno di Capodanno del 1975 a causa di problemi di artrite, fu promosso assistente allenatore dal tecnico del Crystal Palace Malcolm Allison la seconda parte dell'annata. Venables successe ad Allison nel giugno 1976, mese in cui ebbe un incidente in nave a Maiorca che gli costò 40 punti di sutura. Alla guida del Palace costruì una squadra di giovani e giocatori ingaggiati a parametro zero, che nel 1976-1977 grazie al terzo posto in terza serie ottenne la promozione in seconda divisione. Nel 1977-1978 il Palace si piazzò nono, mentre l'anno dopo compì il grande salto, vincendo il campionato cadetto dopo aver sorpassato in classifica Brighton & Hove Albion, Stoke City e Sunderland all'ultima giornata. La stagione 1979-1980 di First Division fu chiusa dal Palace al tredicesimo posto, miglior risultato della storia del club sino a quel momento, ma l'annata seguente iniziò male, tanto che nell'ottobre 1980, con la squadra all'ultimo posto della classifica e in difficoltà finanziarie, Venables lasciò i londinesi per andare a sedersi sulla panchina del Queens Park Rangers, in Second Division.
Al QPR Venables portò con sé una serie di giocatori che aveva avuto al Crystal Palace e condusse la squadra alla finale della Coppa d'Inghilterra 1981-1982, persa nella ripetizione  contro il Tottenham, e alla promozione in First Division nel 1982-1983, vincendo il campionato cadetto. Si congedò al termine della stagione 1983-1984, chiusa al quinto posto e la conseguente qualificazione alla Coppa UEFA.
Nell'estate del 1984 fu ingaggiato dal Barcellona: furono Bobby Robson e Doug Ellis a consigliarlo al vicepresidente Joan Gaspart. Grazie al suo modulo 4-4-2 molto "inglese", che puntava sui forti difensori Gerardo, Migueli e Julio Alberto e un centrocampo di sostanza guidato da Bernd Schuster, Venables vinse il campionato spagnolo nel 1984-1985, riportando i catalani alla vittoria del titolo nazionale dopo undici anni, e la Coppa di Lega spagnola 1986, oltre ad aver perso la finale della Coppa del Re 1985-1986, persa contro la Real Saragozza, e alla finale della Coppa dei Campioni 1985-1986, persa ai tiri di rigore nella finale contro la Steaua Bucarest dopo il pareggio a reti bianche. Il Barcellona non raggiungeva la finale di una competizione UEFA dal 1961. Nel 1986 Venables portò al Barcellona gli attaccanti inglesi Gary Lineker, che nel triennio in Catalogna ebbe un ottimo impatto (21 i gol nella stagione d'esordio, inclusa una tripletta nel successo per 3-2 contro il Real Madrid), e Mark Hughes, la cui permanenza in Spagna durò una sola stagione. L'allenatore lasciò il Barcellona nel settembre 1987, non essendo riuscito a rivincere il campionato ed essendo stato eliminati nei quarti di finale della Coppa UEFA 1986-1987 dal Dundee Utd.
Il 23 novembre 1987 fu messo sotto contratto dal Tottenham, dove conobbe alterne fortune, con piazzamenti a metà classifica in massima serie e due acuti, il terzo posto del 1990-1991 e la vittoria nella Coppa d'Inghilterra 1990-1991. Negli Spurs volle in squadra Gary Lineker e Paul Gascoigne. Vicino a succedere a Bobby Robson sulla panchina della nazionale inglese nel 1990, fu scartato in favore di Graham Taylor.
Dopo aver mancato l'acquisto del Tottenham insieme a Larry Gillick (era stata presentata un'offerta di 20 milioni di sterline), fu nominato amministratore delegato del club da Alan Sugar, che nel giugno 1991 aveva battuto Robert Maxwell nella corsa all'acquisto del club. Il 14 maggio 1993, ormai in contrasto con Sugar, lasciò il club. Nel mese seguente fu licenziato dal presidente Sugar nell'ambito di una lotta per il possesso dell'intero pacchetto azionario della società londinese.
Il 28 gennaio 1994 fu nominato commissario tecnico della nazionale inglese, dopo che il suo ingaggio era stato caldeggiato presso la FA da Jimmy Armfield. La sua nomina divenne financo oggetto di discussioni parlamentari a causa della disputa giudiziarie tra Venables e Sugar. Dopo aver condotto i Tre leoni nel torneo amichevole della Umbro Cup nel giugno 1995, il CT fu impegnato nella preparazione al campionato d'Europa 1996, cui l'Inghilterra era qualificata automaticamente in quanto nazionale del paese ospitante. Il contratto del tecnico sarebbe scaduto proprio al termine della rassegna continentale e, avendo preso atto del rifiuto di Noel White, dirigente della federazione, di prolungare subito l'accordo, Venables decise, nel dicembre 1995, che avrebbe lasciato l'incarico alla fine del campionato europeo. La federazione proposte all'allenatore di riservarsi di valutare l'eventuale estensione del contratto sulla base dei risultati degli inglesi al campionato d'Europa, ma la decisione di Venables non mutò, tanto che già nel maggio 1996 fu annunciato che al suo posto, una volta conclusosi il torneo, sarebbe subentrato Glenn Hoddle. In aperto contrasto con la stampa per aver difeso Paul Gascoigne e altri giocatori, coinvolti in una notte di bevute in un locale notturno di Hong Kong e bersagliati dai media, Venables guidò la squadra dapprima al superamento del girone, con un pareggio contro la Svizzera e due vittorie contro Scozia e Paesi Bassi, poi alla vittoria ai tiri di rigore contro la contro la Spagna ai quarti di finale, per poi subire la sconfitta ai tiri di rigore contro la Germania in semifinale.
Lasciata la nazionale inglese, nel novembre 1996 assunse la guida della nazionale australiana dopo le dimissioni di Eddie Thomson. Condusse i Socceroos alla finale della Confederations Cup 1997, che fu vinta dal Brasile, e poi alla vittoria del girone di qualificazione oceaniano al campionato del mondo 1998, successo che garantì un posto nello spareggio interzona contro l'Iran per un posto a Francia 1998. Dopo il pareggio per 1-1 a Teheran, l'Australia chiuse il primo tempo in vantaggio per 2-0 nella sfida di ritorno in casa, ma due gol concessi nel finale di partita (2-2 il risultato finale) la condannarono a rinunciare alla fase finale del mondiale in favore degli asiatici a causa della regola dei gol fuori casa. Lasciò l'incarico nel giugno 1998; sotto la sua gestione la squadra entrò nei primi 30 posti della classifica mondiale della FIFA, dopo che non era mai stata più in alto del cinquantesimo posto.
Nell'estate del 1998 tornò al Crystal Palace, nella terza serie inglese, ma il rapporto tra il club e il tecnico si interruppe già nel gennaio 1999, quando la società, oberata dai debiti, entrò in amministrazione controllata.
Nel dicembre 2000 divenne allenatore del Middlesbrough, invischiato nella lotta per non retrocedere dalla Premier League. Condotta la squadra alla salvezza grazie al quattordicesimo posto, la lasciò nel giugno 2001 , avendo firmato un contratto con il canale televisivo ITV Sport nel mese precedente.
Nel luglio 2002, dppo aver lasciato il ruolo di commentatore sportivo, fu nominato allenatore del Leeds Utd con contratto biennale. Subentrato all'esonerato David O'Leary, fu alle prese con la grave crisi debitoria del club, oberato da 78 milioni di sterline di ammanchi, cui fu posto in parte rimedio con la cessione di Rio Ferdinand, ceduto al Manchester United per 30 milioni di sterline pochi giorni dopo la nomina di Venables. Dopo la bruciante eliminazione dalla Coppa di Lega inglese contro lo Sheffield United, club di seconda divisione, la squadra, nel tentativo di sanare gli enormi debiti, era stata ulteriormente indebolita nel gennaio 2003, con la cessione di Jonathan Woodgate al Newcastle United senza che Venables ne fosse stato informato, ma il tecnico minacciò di lasciare il club qualora la cessione fosse andata in porto e Peter Ridsdale riuscì a convincere il calciatore a restare al Leeds. Con il club ormai destinato alla retrocessione e voci sempre più insistenti di ulteriori cessioni di calciatori, Venables fu esonerato nel marzo 2003.
Nel 2006 entrò nello staff del nuovo allenatore della nazionale inglese Steve McClaren. Nel novembre 2007 fu esonerato insieme al CT, dopo aver fallito la qualificazione al campionato d'Europa 2008.
Il 28 marzo 2012 viene ufficializzato l'ingaggio di Venables come consulente tecnico del Wembley per la stagione 2012-2013.

## Statistiche

### Cronologia presenze e reti in nazionale
| Cronologia completa delle presenze e delle reti in nazionale ― Inghilterra | Cronologia completa delle presenze e delle reti in nazionale ― Inghilterra | Cronologia completa delle presenze e delle reti in nazionale ― Inghilterra | Cronologia completa delle presenze e delle reti in nazionale ― Inghilterra | Cronologia completa delle presenze e delle reti in nazionale ― Inghilterra | Cronologia completa delle presenze e delle reti in nazionale ― Inghilterra | Cronologia completa delle presenze e delle reti in nazionale ― Inghilterra | Cronologia completa delle presenze e delle reti in nazionale ― Inghilterra |
| Data                                                                       | Città                                                                      | In casa                                                                    | Risultato                                                                  | Ospiti                                                                     | Competizione                                                               | Reti                                                                       | Note                                                                       |
| -------------------------------------------------------------------------- | -------------------------------------------------------------------------- | -------------------------------------------------------------------------- | -------------------------------------------------------------------------- | -------------------------------------------------------------------------- | -------------------------------------------------------------------------- | -------------------------------------------------------------------------- | -------------------------------------------------------------------------- |
| 21-10-1964                                                                 | Londra                                                                     | Inghilterra                                                                | 2 – 2                                                                      | Belgio                                                                     | Amichevole                                                                 | -                                                                          |                                                                            |
| 9-12-1964                                                                  | Amsterdam                                                                  | Paesi Bassi                                                                | 1 – 1                                                                      | Inghilterra                                                                | Amichevole                                                                 | -                                                                          |                                                                            |
| Totale                                                                     |                                                                            | Presenze                                                                   | 2                                                                          |                                                                            | Reti                                                                       | 0                                                                          |                                                                            |

### Statistiche da allenatore

#### Club
In grassetto le competizioni vinte.
| Stagione              | Squadra               | Campionato            | Campionato | Campionato | Campionato | Campionato | Coppe nazionali | Coppe nazionali | Coppe nazionali | Coppe nazionali | Coppe nazionali | Coppe continentali | Coppe continentali | Coppe continentali | Coppe continentali | Coppe continentali | Altre coppe | Altre coppe | Altre coppe | Altre coppe | Altre coppe | Totale | Totale | Totale | Totale | % Vittorie | Piazzamento |
| Stagione              | Squadra               | Comp                  | G          | V          | N          | P          | Comp            | G               | V               | N               | P               | Comp               | G                  | V                  | N                  | P                  | Comp        | G           | V           | N           | P           | G      | V      | N      | P      | %          | Piazzamento |
| --------------------- | --------------------- | --------------------- | ---------- | ---------- | ---------- | ---------- | --------------- | --------------- | --------------- | --------------- | --------------- | ------------------ | ------------------ | ------------------ | ------------------ | ------------------ | ----------- | ----------- | ----------- | ----------- | ----------- | ------ | ------ | ------ | ------ | ---------- | ----------- |
| 1976-1977             | Crystal Palace        | TD                    | 46         | 23         | 13         | 10         | FACup+CdL       | 6+3             | 2+1             | 3+1             | 1+1             | -                  | -                  | -                  | -                  | -                  | -           | -           | -           | -           | -           | 55     | 26     | 17     | 12     | 47,27      | 3º (prom.)  |
| 1977-1978             | Crystal Palace        | SD                    | 42         | 13         | 15         | 14         | FACup+CdL       | 1+4             | 0+1             | 0+1             | 1+2             | -                  | -                  | -                  | -                  | -                  | -           | -           | -           | -           | -           | 47     | 14     | 16     | 17     | 29,79      | 9º          |
| 1978-1979             | Crystal Palace        | SD                    | 42         | 19         | 19         | 4          | FACup+CdL       | 4+4             | 2+1             | 1+2             | 1+1             | -                  | -                  | -                  | -                  | -                  | -           | -           | -           | -           | -           | 50     | 22     | 22     | 6      | 44,00      | 1º (prom.)  |
| 1979-1980             | Crystal Palace        | FD                    | 42         | 12         | 16         | 14         | FACup+CdL       | 3+3             | 0+1             | 2+1             | 1+1             | -                  | -                  | -                  | -                  | -                  | -           | -           | -           | -           | -           | 48     | 13     | 19     | 16     | 27,08      | 13º         |
| ago.-ott. 1980        | Crystal Palace        | FD                    | 8          | 1          | 0          | 7          | FACup+CdL       | 0+4             | 0+2             | 0+1             | 0+1             | -                  | -                  | -                  | -                  | -                  | -           | -           | -           | -           | -           | 12     | 3      | 1      | 8      | 25,00      | Risoluz.    |
| ott. 1980-1981        | QPR                   | SD                    | 34         | 13         | 11         | 10         | FACup+CdL       | 2+0             | 0+0             | 1+0             | 1+0             | -                  | -                  | -                  | -                  | -                  | -           | -           | -           | -           | -           | 36     | 13     | 12     | 11     | 36,11      | Sub. 8°     |
| 1981-1982             | QPR                   | SD                    | 42         | 21         | 6          | 15         | FACup+CdL       | 9+4             | 5+2             | 3+1             | 1+1             | -                  | -                  | -                  | -                  | -                  | -           | -           | -           | -           | -           | 55     | 28     | 10     | 17     | 50,91      | 5º          |
| 1982-1983             | QPR                   | SD                    | 42         | 26         | 7          | 9          | FACup+CdL       | 1+2             | 0+0             | 0+1             | 1+1             | -                  | -                  | -                  | -                  | -                  | -           | -           | -           | -           | -           | 45     | 26     | 8      | 11     | 57,78      | 1º (prom.)  |
| 1983-1984             | QPR                   | FD                    | 42         | 22         | 7          | 13         | FACup+CdL       | 1+3             | 0+1             | 0+0             | 1+2             | -                  | -                  | -                  | -                  | -                  | -           | -           | -           | -           | -           | 46     | 23     | 7      | 16     | 50,00      | 5º          |
| Totale QPR            | Totale QPR            | Totale QPR            | 160        | 82         | 31         | 47         |                 | 22              | 8               | 6               | 8               |                    | -                  | -                  | -                  | -                  |             | -           | -           | -           | -           | 182    | 90     | 37     | 55     | 49,45      |             |
| 1984-1985             | Barcellona            | PD                    | 34         | 21         | 11         | 2          | CdL+CR+CdL      | 4+10+4          | 1+7+1           | 0+0+3           | 3+3+0           | CdC                | 2                  | 1                  | 0                  | 1                  | -           | -           | -           | -           | -           | 54     | 31     | 14     | 9      | 57,41      | 1°          |
| 1985-1986             | Barcellona            | PD                    | 34         | 18         | 9          | 7          | CR+CdL          | 7+8             | 4+4             | 2+3             | 1+1             | CC                 | 9                  | 4                  | 2                  | 3                  | SS          | 2           | 1           | 0           | 1           | 60     | 31     | 16     | 13     | 51,67      | 2°          |
| 1986-1987             | Barcellona            | PD                    | 44         | 24         | 15         | 5          | CR              | 2               | 1               | 0               | 1               | CU                 | 8                  | 3                  | 2                  | 3                  | -           | -           | -           | -           | -           | 54     | 28     | 17     | 9      | 51,85      | 2°          |
| ago.-set. 1987        | Barcellona            | PD                    | 4          | 1          | 0          | 3          | CR              | -               | -               | -               | -               | CU                 | 1                  | 1                  | 0                  | 0                  | -           | -           | -           | -           | -           | 5      | 2      | 0      | 3      | 40,00      | Eson.       |
| Totale Barcellona     | Totale Barcellona     | Totale Barcellona     | 116        | 64         | 35         | 17         |                 | 35              | 18              | 8               | 9               |                    | 20                 | 9                  | 4                  | 7                  |             | 2           | 1           | 0           | 1           | 173    | 92     | 47     | 34     | 53,18      |             |
| nov. 1987-1988        | Tottenham             | FD                    | 23         | 6          | 7          | 10         | FACup+CdL       | 2+0             | 1+0             | 0+0             | 1+0             | -                  | -                  | -                  | -                  | -                  | -           | -           | -           | -           | -           | 25     | 7      | 7      | 11     | 28,00      | Sub. 13°    |
| 1988-1989             | Tottenham             | FD                    | 38         | 15         | 12         | 11         | FACup+CdL       | 1+5             | 0+2             | 0+2             | 1+1             | -                  | -                  | -                  | -                  | -                  | -           | -           | -           | -           | -           | 44     | 17     | 14     | 13     | 38,64      | 6º          |
| 1989-1990             | Tottenham             | FD                    | 38         | 19         | 6          | 13         | FACup+CdL       | 1+7             | 0+3             | 0+2             | 1+2             | -                  | -                  | -                  | -                  | -                  | -           | -           | -           | -           | -           | 46     | 22     | 8      | 16     | 47,83      | 3º          |
| 1990-1991             | Tottenham             | FD                    | 38         | 11         | 16         | 11         | FACup+CdL       | 6+6             | 6+4             | 0+1             | 0+1             | -                  | -                  | -                  | -                  | -                  | -           | -           | -           | -           | -           | 50     | 21     | 17     | 12     | 42,00      | 10º         |
| Totale Tottenham      | Totale Tottenham      | Totale Tottenham      | 137        | 51         | 41         | 45         |                 | 28              | 16              | 5               | 7               |                    | -                  | -                  | -                  | -                  |             | -           | -           | -           | -           | 165    | 67     | 46     | 52     | 40,61      |             |
| 1998-gen. 1999        | Crystal Palace        | FD                    | 26         | 9          | 7          | 10         | FACup+CdL       | 1+4             | 0+2             | 0+1             | 1+1             | Int.               | 2                  | 0                  | 0                  | 2                  | -           | -           | -           | -           | -           | 33     | 11     | 8      | 14     | 33,33      | Eson.       |
| Totale Crystal Palace | Totale Crystal Palace | Totale Crystal Palace | 206        | 77         | 70         | 59         |                 | 37              | 12              | 13              | 12              |                    | 2                  | 0                  | 0                  | 2                  |             | -           | -           | -           | -           | 245    | 89     | 83     | 73     | 36,33      |             |
| dic. 2000-2001        | Middlesbrough         | PL                    | 22         | 7          | 10         | 5          | FACup+CdL       | 3+0             | 1+0             | 1+0             | 1+0             | -                  | -                  | -                  | -                  | -                  | -           | -           | -           | -           | -           | 25     | 8      | 11     | 6      | 32,00      | Sub. 14°    |
| 2002-mar. 2003        | Leeds Utd             | PL                    | 30         | 10         | 4          | 16         | FACup+CdL       | 5+1             | 3+0             | 1+0             | 1+1             | CU                 | 6                  | 3                  | 2                  | 1                  | -           | -           | -           | -           | -           | 42     | 16     | 7      | 19     | 38,10      | Eson.       |
| Totale carriera       | Totale carriera       | Totale carriera       | 671        | 291        | 191        | 189        |                 | 131             | 58              | 34              | 39              |                    | 28                 | 12                 | 6                  | 10                 |             | 2           | 1           | 0           | 1           | 832    | 362    | 231    | 239    | 43,51      |             |

## Palmarès

### Calciatore
- Coppa di Lega inglese: 1

Chelsea: 1964-1965
- Coppa d'Inghilterra: 1

Tottenham: 1966-1967
- Community Shield: 1

Tottenham: 1967

### Allenatore

#### Competizioni nazionali
- Third Division: 1

Crystal Palace: 1976-1977
- Second Division: 1

Crystal Palace: 1978-1979
- Campionato spagnolo: 1

Barcellona: 1984-1985
- Coppa della Liga: 1

Barcellona: 1985-1986
- Coppa d'Inghilterra: 1

Tottenham: 1990-1991